# Triufé
Triufé es una localidad española perteneciente al municipio de Robleda-Cervantes, en la provincia de Zamora, comunidad autónoma de Castilla y León.
Es una de las características localidades  sanabresas, tanto por su generosa naturaleza, como por el modelo arquitectónico tradicional de sus edificaciones. Forma parte del Camino de Santiago Sanabrés, contando en su día con un hospital de peregrinos.

## Ubicación
Se encuentra situada en la comarca de Sanabria. Junto con las localidades de Cervantes, Barrio La Gata, Barrio Lagarejos, Ferreros, Paramio, Robleda, Sampil, San Juan de la Cuesta y Valdespino, conforma el municipio de Robleda-Cervantes.
Está situada a unos cinco minutos de la salida 75 de la A-52, la autovía de las Rías Bajas.

## Topónimo
El topónimo Triufé, documentado en la Baja Edad Media como Truyffé, es considerado por algunos autores de raíz prerromana, respondiendo al prototipo de asentamientos de tipo castral en territorio elevado, del que hay más ejemplos en Sanabria.

## Historia
Durante la Edad Media Triufé quedó integrado en el Reino de León, cuyos monarcas habrían acometido la repoblación de la localidad dentro del proceso repoblador llevado a cabo en Sanabria. Tras la independencia de Portugal del reino leonés en 1143 habría sufrido por su situación geográfica los conflictos entre los reinos leonés y portugués por el control de la frontera, quedando estabilizada la situación a inicios del siglo XIII.
Posteriormente, en la Edad Moderna, Triufé fue una de las localidades que se integraron en la provincia de las Tierras del Conde de Benavente y dentro de esta en la receptoría de Sanabria. No obstante, al reestructurarse las provincias y crearse las actuales en 1833, Triufé, aún como municipio independiente, pasó a formar parte de la provincia de Zamora, dentro de la Región Leonesa, quedando integrado en 1834 en el partido judicial de Puebla de Sanabria. En torno a 1850, el antiguo municipio de Triufé se integró en el de Robleda, que en la década de 1910 pasó a denominarse Robleda-Cervantes.

## Naturaleza
Triufé está rodeada de abundante naturaleza, en el que se dan con generosidad los robles, castaños, alisos, tejos, acebos, chopos, abedules o frenos. Territorio en el que pervive todo tipo de animales en estado salvaje, desde lobos a jabalíes, pasando por zorros, ciervos, nutrias o garduñas.

## Patrimonio
Llama especialmente la atención su arquitectura tradicional de casas de piedra en los que destacan sus amplios miradores que en primavera y verano se adornan con todo tipo de flores. De entre sus inmuebles sobresale la «iglesia parroquial de San Mauro», de fábrica sencilla con una sola nave en la que su espadaña remata el muro desde los pies de la iglesia. La entrada se efectúa por un zaguán que ha sido recientemente restaurado. 
Por este pueblo pasa el Camino de Santiago Sanabrés en dirección a Puebla de Sanabria y tras haber dejado atrás a Otero de Sanabria. Los peregrinos, en su camino hacia Santiago de Compostela, pasan por al lado de la iglesia de la localidad. Se sabe que contó con un hospital de peregrinos en una casa que todavía se conserva en pie.

## Dependencia administrativa
- Judicial y notarialmente: Puebla de Sanabria.
- Eclesiásticamente: Diócesis de Astorga (Arciprestazgo de Sanabria).
- Militarmente: VII Región Militar (noroccidental con base en La Coruña).
- Académicamente: Distrito Universitario de Salamanca.